# Montgomery City (California)
Montgomery City è una area non incorporata nella Contea di Mono in California. Si trova a 4 km est nordest di Benton a un'altezza di 1966 m.